# أوني ليه بوا (أورن)
أوني ليه بوا هي بلدية في أورن في شمال غرب فرنسا.